# Miscellaneous T
Miscellaneous T é a segunda compilação da banda They Might Be Giants, lançada em Julho de 1991. 

## Faixas
Todas as faixas por They Might Be Giants, exceto onde anotado.
1. "Hey, Mr. DJ, I Thought You Said We Had a Deal" – 3:48
2. "The Lady is a Tramp" (Lorenz Hart, Richard Rodgers) – 1:20
3. "Birds Fly" – 1:25
4. "The World's Address (Joshua Fried Remix)" – 5:43
5. "Nightgown of the Sullen Moon" – 1:58
6. "I'll Sink Manhattan" – 2:36
7. "It's Not My Birthday" – 1:51
8. "Hello Radio" – :56
9. "Mr. Klaw" – 1:20
10. "Kiss Me, Son of God (Alternate Version)" – 1:48
11. "The Biggest One" – 1:22
12. "For Science" – 1:19
13. sem título – 2:31
14. "(She Was A) Hotel Detective (Single Mix)" – 2:20
15. "The Famous Polka" – 1:33
16. "When It Rains It Snows" – 1:33
17. "We're the Replacements" – 1:50
18. "Don't Let's Start (Single Mix)" – 2:34